# 李世昌 (1920年)
李世昌（1920年—1986年)，臺灣政治人物，屏東縣萬丹鄉人，曾任屏東縣議會議員、屏東縣縣長。

## 生平
李世昌出生於大正九年（1920年）萬丹地主家族，為萬丹地主李開山之子。畢業於日本大學經濟系。
1951年，李世昌當選屏東市長。隨後當選兩屆屏東縣議員。第四屆屏東縣議長選舉時，李世昌獲得國民黨提名，然而卻敗給違紀參選的董錦樹。
1960年，李世昌獲國民黨提名參選第四屆屏東縣長選舉，在一人參選下當選縣長。在縣長任內，發動造林，完成恆春、枋寮縱貫公路旁的椰子樹栽種。:126
1964年，李世昌向國民黨登記第五屆縣長登記，然而遇上同為「張派」的張豐緒登記縣長。最終國民黨提名了張豐緒參選。
在第四屆省議員及第六屆縣長選舉中，李世昌曾參與國民黨內提名登記。均未獲得提名。李世昌一度棄政從商，經營過磚廠、卡車貨運行，在臺北搞房地產生意，然而這些事業都不如意，甚至一度因支票退票遭法院判處罰金。:126-127
1972年，李世昌向國民黨登記參選立法委員，最終仍未獲提名。

## 家族
- 李世昌祖父李南，為萬丹當地名望地主。育有李開胡、李開山、李開榮等子。[2]:164
- 李世昌之父李開山出生於明治二十八年（1895年），於大正三年（1914年）畢業於總督府國語學校，昭和三年（1928年）出任萬丹庄長，昭和七年（1932年）卸任，曾任屏東信託株式會社專務取締役、社長。[3]:402李世昌二伯李開胡為萬丹富商，曾籌措重建萬丹萬惠宮，[4]在萬丹建有精美古厝「芳美商號」。[5]李世昌四叔李開榮則在日治時期搬至潮州，曾任潮州庄長。[2]:164
- 李世昌姑姑李開娥（李南次女）嫁給高雄陳家的陳啓清，其長子即為前高雄縣議長陳田錨。[2]:165李世昌四叔李開榮則娶了陳啓清妹妹陳英。[2]:165
- 李世昌的堂姊妹李鳳美（李開胡次女）則嫁給高雄企業家林迦的長子林瓊瑤。[2]:165